# Crisi organica
Crisi organica, crisi strutturale, crisi di regime o crisi di egemonia, è un concetto che definisce la situazione nella quale un sistema sociale, politico e economico nel suo insieme si trova in uno stadio di instabilità e decadenza tale che le sue istituzioni hanno perso credibilità e legittimità davanti ai cittadini.
È un termine coniato da Antonio Gramsci, che distingueva tra una semplice crisi economica e una crisi completa di tutto lo Stato:
(Antonio Gramsci, Quaderni del carcere)
In questa maniera, quando una crisi organica si produce:
(Quaderni del carcere. Antonio Gramsci)
Una crisi organica è pertanto una crisi economica e politica che si prolunga nel tempo e indebolisce tutto il regime politico dovuto al fatto che la classe dominante e le sue istituzioni presentano una perdita di autorità e consenso nella popolazione, sebbene anche si portino a capo azioni coercitive per mantenere lo status quo.